# Азім Ґейхісаз
Азім Ґейхісаз (перс. عظیم قیچی‌ساز; англ. Azim Gheychisaz; народився в 1981 році, у м. Тебриз) — Іранський альпініст, підкорив усі 14 восьмитисячники Землі. Є членом іранської національної команди. В 2017 році успішно завершив програму 14х8000, подолавши 14 вершин висотою понад 8000 метрів. Усі сходження здійснював без використання спеціального кисневого обладнання, без допомоги носильників-шерпів.
В 2016 році з другої спроби Азім успішно подолав Еверест також без кисню і шерпів.

19 травня 2017 року о 12:12 за місцевим часом Азім стояв на вершині Лхоцзе. З цією перемогою, він став першим серед іранських альпіністів, хто підкорив усі найвищі восьмитисячники Землі і членом клубу 14х8000.

## Життєпис
Народився Азім в 1981 році у місті Тебриз, Іран. Закінчив вищу технічну школу за спеціальністю механік. Є студентом фізичного відділення в Університеті Тебризу.

## Успішні сходження
Успішні сходження Азіма включають такі вершини
- 2002- Марбле-пік (6400 м)
- 2003- Гашербрум І (до 7800 м)
- 2004- Діран (до 5500 м)
- 2005- Еверест (з кисневим обладнанням)
- 2005- Арарат
- 2006- Ношак
- 2008- Броуд-пік
- 2009- Пік Перемоги
- 2010- Дхаулагірі, перший серед іранців
- 2010- Нангапарбат, перший серед іранців
- 2011- Канченджанга, перший серед іранців
- 2011- Гашербрум II
- 2011- Гашербрум І
- 2012- Аннапурна, перший серед іранців
- 2012- К2
- 2012- Манаслу
- 2013- Макалу, перший серед іранців
- 2013- Чо-Ойю, перший серед іранців
- 2014- Шишабангма, перший серед іранців
- 2016- Еверест (2-а спроба, без кисневого обладнання)
- 2017- Лхоцзе